# 施特雷拉山
46°48′32.4″N 9°46′48.72″E / 46.809000°N 9.7802000°E

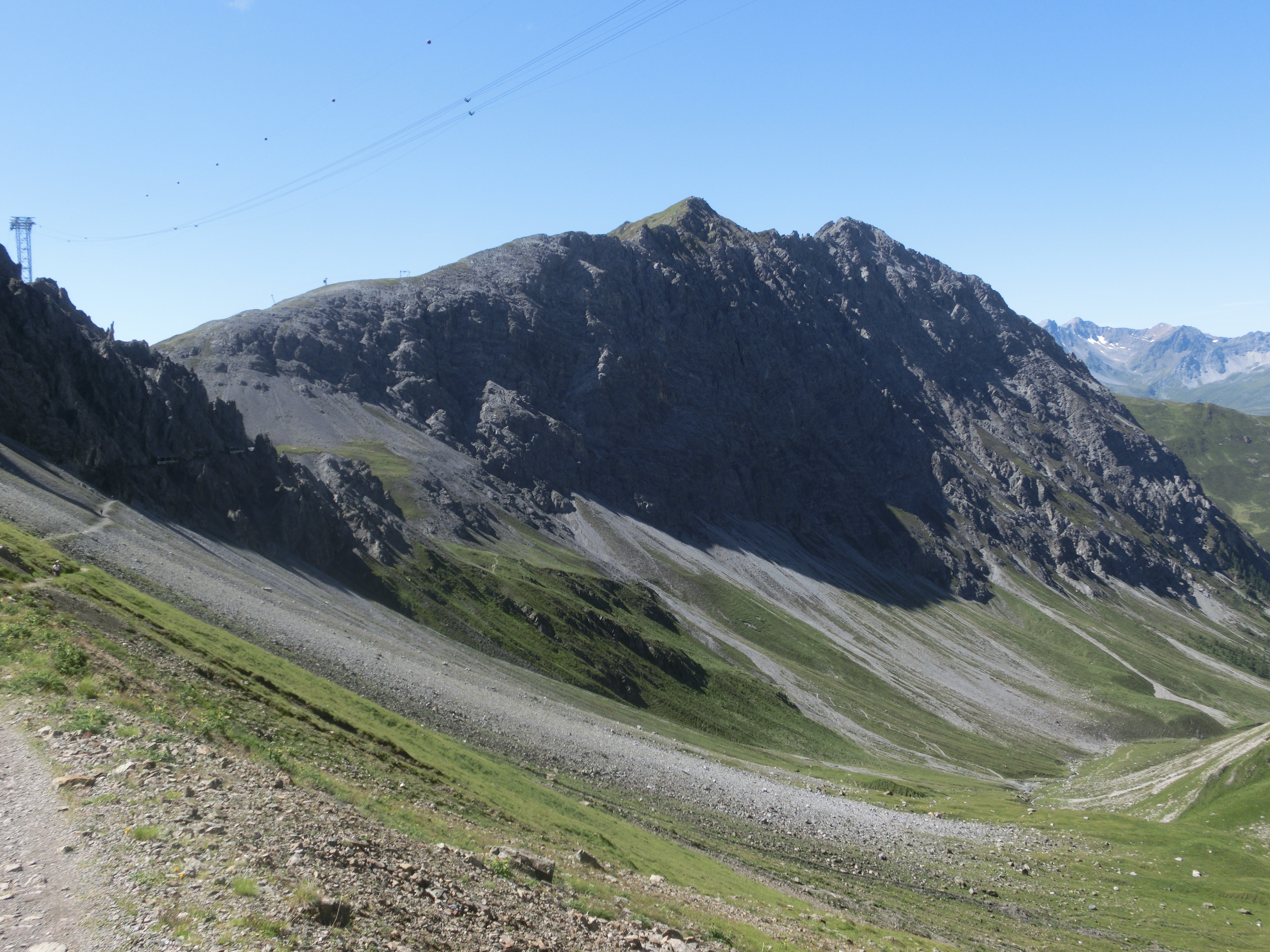

施特雷拉山（Strela），是瑞士的山峰，位於該國東南部，由格勞賓登州負責管轄，屬於普萊蘇爾阿爾卑斯山脈的一部分，海拔高度2,636米，每年平均降雨量1,729毫米。